# Sam J. Jones
Samuel Gerald Jones (Chicago, Illinois; 12 de agosto de 1954), más conocido como Sam J. Jones, es un actor, modelo y militar estadounidense que saltó a la fama tras protagonizar la película Flash Gordon (1980), adaptación del mítico personaje de cómic. También participó en la comedia 10, la mujer perfecta (1979) y ha aparecido en numerosas películas y series de televisión.

## Biografía

### Inicios y formación
Nace en la ciudad estadounidense de Chicago del Estado de Illinois en el año 1954. Se mudó junto a su familia a la ciudad de Sacramento (California), siendo allí donde creció y en 1972 se graduó por la Mira Loma High School.
Tras dar por finalizados sus estudios, sirvió durante dos años en la Armada de los Estados Unidos (U.S. Navy).

### Carrera profesional
Posteriormente en cuanto terminó su servicio militar, comenzó trabajando como modelo.
En el año 1975 llegó a posar desnudo en portada, para la revista destinada al público femenino Playgirl, con el seudónimo de Andrew Cooper III y convirtiéndose en uno de los modelos más habituales de la revista.
A finales de los años 70 decidió probar suerte como actor, logrando debutar en 1979 interpretando un pequeño papel junto a Bo Derek, en la exitosa película de comedia 10, la mujer perfecta, dirigida por Blake Edwards.
Pese a que su color de pelo fuera moreno, él se tiñó de rubio oxigenado para conseguir el papel principal del famoso héroe de cómic creado por el historietista Alex Raymond, "Flash Gordon" en la desenfadada, delirante y autoparódica película de 1980. La ambiciosa producción, con estrellas como Max von Sydow y Ornella Muti, y música del grupo Queen, fracasó en Estados Unidos pero en cambio sí llegó a ser un éxito en el Reino Unido y en gran parte de Latinoamérica. Llegó a convertirse incluso internacionalmente en una película de culto y con ella Sam J. Jones logró una gran fama a nivel mundial, siendo recordado aún hoy por aquel mítico personaje.
Entre 1981 y 1982 participó por primera vez en una serie de televisión interpretando uno de los papeles protagonistas en la serie de aventuras Code Red, de la que solo se llegaron a emitir 19 episodios. Durante esa década de los años 80 fue un actor habitual en series como The A-Team (El equipo A), Hunter y Riptide. Al mismo tiempo protagonizó películas de serie B o Z, como Jungle Heat (1985), My Chauffeur (1986), Jane y la ciudad perdida (1987), Under the Gun, Whiteforce (1988) o One Man Force (1989), entre otras.
En televisión volvió a encarnar el personaje de un cómic, en este caso al detective creado por Will Eisner "The Spirit", en un telefilme estrenado en 1987. Además ese mismo año protagonizó la miniserie El Guerrero del camino retransmitida por la NBC.
En la década de los años 90, realizó algunas apariciones especiales en episodios de series como Contacto en California, Los vigilantes de la playa, Diagnóstico Asesinato, Renegado, Conan, Pacific Blue, L.A. Heat, Walker, Texas Ranger y Stargate SG-1.
Aunque durante esta época se había centrado en la televisión, su fuente de trabajo principal ha sido en el cine en películas como Driving Force (1990), In Gold We Trust (1991), South Beach (1992), Da Vinci's War, Lady Dragon 2 (1993), Texas Payback (1994), Obsession Kills (1995), Earth Minus Zero (1996), T.N.T. (Lobo de guerra; 1997), Down 'n Dirty (2000), Van Hook (2001), Psychotic (2002). 
Seguidamente tras varios años de inactividad, en 2007 rodó una nueva película de serie B titulada Revamped, dirigida por Jeff Rector. También en ese año intervino en un capítulo de la serie Flash Gordon. Cabe destacar que en 1993 colaboró como actor en el videojuego Return to Zork y que ha recibido numerosos premios de carácter cívico y humanitario. 
En 2012, interpretó un papel secundario en la destacada y exitosa comedia a nivel mundial Ted del cineasta Seth MacFarlane, en la que hacia de sí mismo.

## Vida privada
En el ámbito personal estuvo casado entre los años 1982 hasta su divorcio en 1987 con Lynn Eriks, con la que tuvo dos hijos. Actualmente desde el 26 de junio de 1992 está unido en segundas nupcias con Ramona Lynn Jones y ambos son padres de tres hijos.

## Filmografía

### Cine
| Año  | Título                           | Papel                 | Tipo     |
| ---- | -------------------------------- | --------------------- | -------- |
| 1979 | 10, la mujer perfecta            | David Hanley          |          |
| 1980 | Stunts Unlimited                 | Bo Carlson            | Tv movie |
| 1980 | Flash Gordon                     | Flash Gordon          |          |
| 1984 | No Man's Land                    | Eli Howe              | Tv movie |
| 1985 | This Wife for Hire               | Tommy Sellers         |          |
| 1985 | Jungle Heat                      | Gordon                |          |
| 1986 | Mi chófer                        | Battle                |          |
| 1987 | The Spirit                       | Denny Colt            | Tv movie |
| 1987 | Jane y la Ciudad Perdida         | Jack Buck             |          |
| 1987 | The Highwayman                   | Highwayman            | Tv movie |
| 1988 | Silent Assassins                 | Sam Kettle            |          |
| 1988 | Whiteforce                       | Johnny Quinn          |          |
| 1989 | Driving Force                    | Steve                 |          |
| 1989 | Trigon Fire                      | Dr. James Ford        |          |
| 1989 | Corrupción en Los Ángeles        | Jimmy                 |          |
| 1989 | One Man Force                    | Pete                  |          |
| 1990 | In Gold We Trust                 | Jeff Slater           |          |
| 1992 | Maximum Force                    | Michael Crews         |          |
| 1992 | The Other Woman                  | Mike Florian          |          |
| 1992 | Night Rhythms                    | Jackson               | Thriller |
| 1993 | Código secreto                   | Jim Holbrook          |          |
| 1993 | Puños de acero                   | Fist Sullivan         |          |
| 1993 | Lady Dragon 2                    | Reb                   | Thriller |
| 1993 | South Beach                      | Billy                 | idem     |
| 1993 | Expert Weapon                    | Janson                |          |
| 1994 | Thunder in Paradise              | Gang Leader           |          |
| 1994 | Hard Vice                        | Joe                   |          |
| 1995 | Ballistic                        | Braden                |          |
| 1995 | Ray Alexander: A Menu for Murder | ¿?                    |          |
| 1995 | Texas Payback                    | Louis Gentry          |          |
| 1995 | Fists of Iron                    | Tyler Green           |          |
| 1996 | Where Truth Lies                 | James                 | Thriller |
| 1996 | American Strays                  | Exterminador          |          |
| 1996 | The Killer Inside                | Steve Davis           | Thriller |
| 1996 | R.I.O.T.: The Movie              | Jimmy O'Brien         |          |
| 1996 | Earth Minus Zero                 | Marshal Heller        |          |
| 1996 | Baja Run                         | Carl Brubaker         | Thriller |
| 1996 | American Tigers                  | Sargento mayor Ransom |          |
| 1997 | Lobo de guerra                   | Greel                 |          |
| 1998 | Evasión sin límite               | Convicto              | Thriller |
| 2001 | Muerte sensual                   | Rackles               | idem     |
| 2001 | Corrupción policial              | Stanton James         |          |
| 2001 | Gangland                         | Sargento Richards     |          |
| 2001 | Van Hook                         | Dwayne                |          |
| 2002 | Cold Sweat                       | Mondo                 |          |
| 2002 | Psychotic                        | Dr. Donald Westlake   |          |
| 2002 | Al límite de la ley              | Brick                 |          |
| 2007 | Revamped                         | Jake Hardcastle       |          |
| 2012 | Ted                              | Él mismo              |          |
| 2015 | Ted 2                            | Él mismo              |          |

### Televisión
| Año       | Título                     | Papel                          |
| --------- | -------------------------- | ------------------------------ |
| 1981-1982 | Code Red                   | Chris Rorchek                  |
| 1984      | El equipo A                | Eric                           |
| 1984      | Hunter                     | Lance Lane                     |
| 1984      | Riptide                    | Rick Beeber                    |
| 1985      | Hardcastle and McCormick   | Grant Miller                   |
| 1986      | 1st & Ten                  | Johnny Valentine               |
| 1987-1988 | The Highwayman             | Highwayman                     |
| 1991      | Shades of L.A.             | BJ Makowski                    |
| 1991      | Contacto en California     | Luke                           |
| 1992      | The Hat Squad'             | Victory Smith                  |
| 1993      | Key West                   | Comandante Beauregard Richards |
| 1993      | Los vigilantes de la playa | Ken Jordan                     |
| 1993      | Thunder in Paradise        | David Kilmer                   |
| 1993      | Cobra                      | Sgt. Clay Miller/Royce         |
| 1993      | Renegado                   | ¿?                             |
| 1993      | Walker, Texas Ranger       | ¿? (hasta 1997)                |
| 1994      | Thunder in Paradise        | Gang Leader                    |
| 1995      | Diagnosis: Murder          | Lt. 'Buck' Denton              |
| 1996      | Pacific Blue               | Rolf                           |
| 1997      | L.A. Heat                  | Randy Harden                   |
| 1997      | Conan                      | General Knorr                  |
| 1998      | Hollywood Safari           | Troy Johnson (hasta 2001)      |
| 1999      | Medias de seda             | Sidney                         |
| 1999      | Stargate SG-1              | Aris Boch                      |
| 2001      | Black Scorpion             | ¿?                             |
| 2007      | Flash Gordon               | Krebb                          |